# Calle de la Cruz

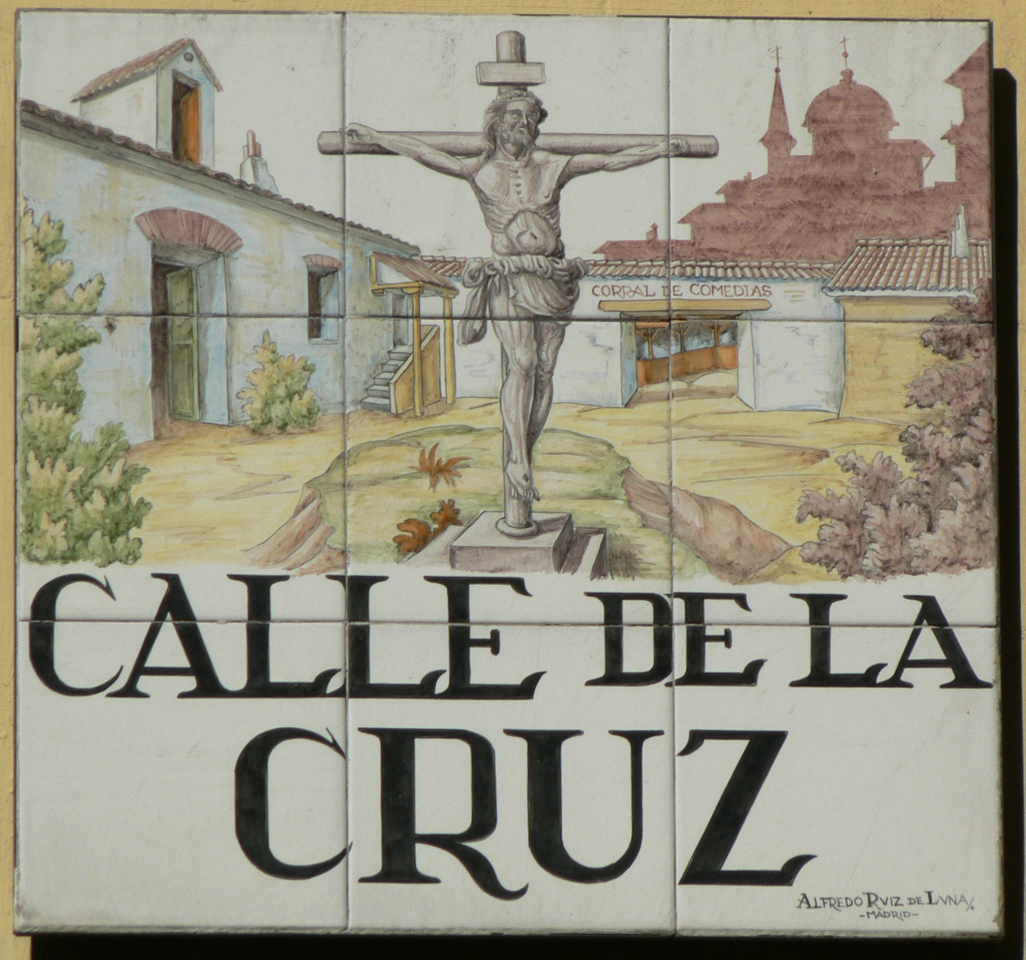
Calle de la Cruz, en Madrid. Callejero de azulejos del ceramista Ruiz de Luna. En el dibujo puede verse al fondo el portón de entrada al patio del corral de comedias.

La calle de la Cruz es una calle del Madrid de los Austrias, dentro del Barrio de las Letras situada entre las plazas de Benavente y Canalejas (en su reunión con la plazuela del Ángel). Tuvo corral de comedias y en una de sus casas murió el poeta romántico Espronceda.

## Historia
Antes de que existiese la calle, el paraje era conocido como "cerrillo" de la Cruz, por la que coronaba su parte alta. Más tarde, la Cofradía del Cristo de la Piedad, también llamada 'de la Cruz' y 'de la Pasión' (dependiente de la vecina parroquia de san Sebastián).
A la entrada, por las Cuatro Calles estuvo la taberna de los "Soldados de Pavía", nombre que se le daba, indistintamente, a unos trozos de bacalao frito, a unos vasos de vino blanco acompañados de un bizcocho y a unos chocolates.
En el popular capítulo de sucesos, quedó noticia del asesinato de Rodrigo Girón a manos del duque de Fernandina, sobrino del cardenal de Toledo, por un 'lío de faldas' que quedó sin esclarecer. En el parejo capítulo del cotilleo amatorio, hay noticia de que el seductor Giacomo Casanova se alojó en una casa de esta calle de la Cruz, durante su estancia en la ciudad en 1767, y sus 'amoríos' milagrosos con una "dama duende" en la calle del Rosal.
 Así lo dejó escrito el propio Casanova en un pasaje del capítulo X de sus Memorias, donde puede leerse este breve diálogo: 

"—¿Sois el extranjero que vive en la casa del café de la calle de la Cruz? Pues bien, mucho cuidado, porque el alcalde Meda y los alguaciles os siguen la pista".

 Es de suponer que a pesar de llamarle Meda se refiere al alcalde Alonso Pérez Delgado, que ocupó la alcaldía madrileña entre 1765 y 1776, año en que murió. El actor cómico Mariano Fernández fue vecino de la calle, donde falleció en 1890, así como el ministro de Ultramar y gobernador del Banco de España Salvador Albacete, residente en el número 16, y también fallecido en 1890.

### El corral de la Cruz

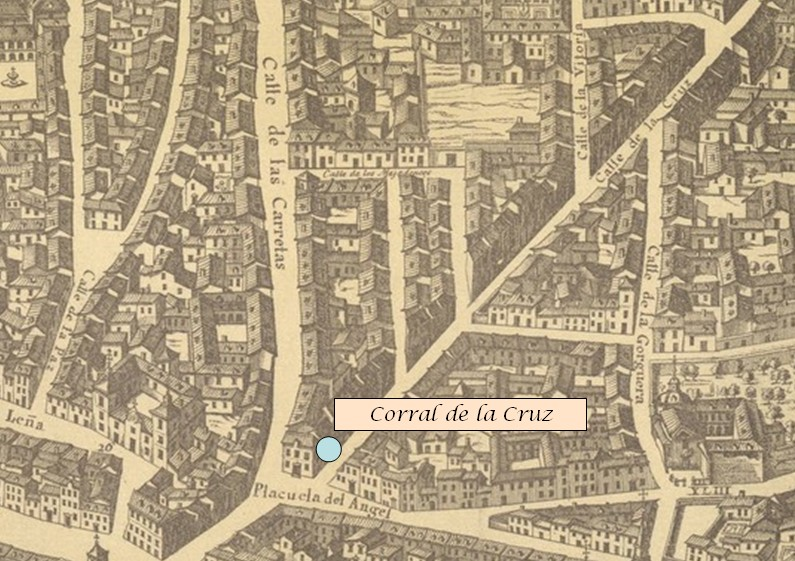
Ubicación aproximada del antiguo corral de comedias de la Cruz en el plano de Pedro Texeira, hacia 1656.

El corral de la Cruz fue acordado por las cofradías de la Pasión y de la Soledad, que desde el siglo XVI controlaban la explotación de los espectáculos en el Madrid de los Austrias.
Con el fruto de la venta de los viejos locales que las cofradías tenían en las calles del Lobo y de la Visitación,  pudieron comprar en 1579 uno, más grande, situado en esta calle de la Cruz, junto a la plazuela del Ángel. El corral de comedias fue inaugurado el 16 de septiembre de 1584, casi al mismo tiempo que el nuevo corral del Príncipe. Una de los sucesos más recordados de su existencia como corral fue la detención en 1587 del dramaturgo Lope de Vega, que acusado de difamación fue llevado a prisión. Entre los acontecimientos secretos hay que recordar que en 1627, estando Felipe IV en su aposento privado salió a escena María Inés Calderón, una actriz de 16 años por la que suspiraba media Corte (masculina) ante el escándalo de la otra media (femenina). El monarca decidió poner paz en el asunto y, alertado por el duque de Medina de las Torres sobre cierta "propiedad oculta" de la cómica, concluyó hacer una comprobación personal sobre la joven actriz. Del trato nacería Juan de Austria, el único bastardo reconocido de los que tuvo el Rey Planeta.
En el siglo XVIII, al pasar a manos del ayuntamiento de la Villa, se acometió su reforma y transformación en un teatro a la italiana con capacidad para 1500 espectadores. Las obras, que se iniciaron hacia 1743, se encomendaron al arquitecto Pedro de Ribera. 
El envejecido Teatro de la Cruz, que en 1849 había cambiado su nombre por el de "Teatro del Drama", fue derribado en 1856 (1860) para facilitar la prolongación de la calle Espoz y Mina y el ensanche de la plazuela del Ángel que se convertiría en plaza. Una pequeña placa situada en el cruce de las calles Espoz y Mina y Cruz recuerda su existencia a los transeúntes curiosos.

### Azulejo publicitario
Esta calle ofrece al paseante dos ejemplos de relativa modernidad de azulejería para uso 'decorativo-publicitario', en las portadas de sendas tabernas: la de inspiración modernista Las Fatigas del Querer, en el número 17, con una representación de La Copla de Julio Romero de Torres, y la antigua taberna "La Solera", en el número 8, con una escena costumbrista y el anuncio de la cerveza Damm enmarcados en orla barroca talaverana, de volutas doradas sobre fondo rojo.